# Grunge
Grunge (đôi khi được gọi là Seattle sound) là một tiểu thể loại alternative rock xuất hiện vào khoảng giữa thập niên 1980 tại bang Washington, Hoa Kỳ, đặc biệt tại Seattle. Phong trào grunge thời kỳ đầu xoay quanh hãng đĩa độc lập Sub Pop, vào đầu thập niên 1990, độ phổ biến của grunge tăng lên, những nghệ sĩ từ California và các phần khác của nước Mỹ xây dựng lượng người theo dõi đáng kể và ký hợp đồng với các hãng đĩa lớn.
Grunge đạt thành công thương mại vào đầu thập niên 1990, nhờ vào Nevermind của Nirvana, Ten của Pearl Jam, Badmotorfinger của Soundgarden, Dirt của Alice in Chains, và Core của Stone Temple Pilots. Sự thành công của những ban nhạc này giúp phổ biến alternative rock và biến grunge trở thành phong cách nhạc rock phổ biến nhất đương thời. Dù đa số nhóm grunge hoặc tan rã hoặc gần như biến mất vào cuối thập niên 1990, ảnh hưởng của họ tiếp tục tác động tới nhạc rock hiện đại.
Grunge thường kết hợp yếu tố của hardcore punk và heavy metal, dù các ban nhạc thường nhấn mạnh vào một trong hai phong cách. Phần lời thường giận dữ, tập trung vào các chủ đề như sự xa lánh xã hội, sự thờ ơ, sự hạn chế, và khát khao tự do.